# Carlo, Cokxxx, Nutten
Carlo, Cokxxx, Nutten , egy album Bushidótól (álnevén Sonny Black) és Fler-től (álnevén Frank White). 2002 októberében adták ki az Aggro Berlin lemezkiadónál.

## Tracklista
1. "Intro (Electro Ghetto)"
2. "Cordon Sport Massenmord"
3. "Yo, peace man!"
4. "Miami" (Skit)
5. "Badewiese"
6. "Carlo, Cokxxx, Nutten"
7. "Warum?"  feat. B-Tight
8. "Dein Leben"
9. "Geh nach Hause"
10. "Drogen, Sex, Gangbang"  feat. King Orgasmus One
11. "Cokxxx" (Skit)
12. "Boss"
13. "Wer will Krieg?"
14. "Schau mich an"
15. "Behindert"
16. "Sag nicht…"  feat. D-Bo
17. "Outro"